# Bardmoor
Bardmoor è un census-designated place (CDP) degli Stati Uniti d'America, situato in Florida, nella contea di Pinellas.